# Eurispa yorkiana
Eurispa yorkiana là một loài bọ cánh cứng trong họ Chrysomelidae. Loài này được Mjöberg miêu tả khoa học năm 1917.